# Linea Filëvskaja
La linea Filëvskaja (in russo Филёвская линия?) o linea 4 è una linea di metropolitana della metropolitana di Mosca, che serve l'omonima città della Russia. Cronologicamente la sesta ad essere aperta, collega i quartieri ovest della capitale russa di Dorogomilovo e Fili al centro cittadino. Attualmente, la linea conta 13 stazioni e si estende per 14,9 km.

## Storia
La storia della linea Filëvskaja è una delle più complesse della metropolitana di Mosca, a causa del tratto orientale che cadde vittima di politiche poco chiare. Le stazioni orientali risalgono al 1935-1937  e furono aperte come parte della prima tratta, operando come ramo di quella che sarebbe divenuta la Linea Sokol'ničeskaja. Nel 1938 il servizio terminò e fu formata la Linea Arbatsko-Pokrovskaja, che ora termina a Kurskaja. Tuttavia, durante la seconda guerra mondiale, la stazione Arbatskaja subì gravi danni, quando una bomba tedesca ne colpì le volte (tutte le stazioni degli anni trenta erano sotterranee).
Quando divenne reale la paura per la guerra fredda, queste stazioni non erano adatte per schermare contro gli attacchi missilistici, pertanto fu costruito un tunnel parallelo più profondo. Ciò avrebbe significato la fine della Linea Filëvskaja, se Nikita Chruščёv, in visita a New York, non fosse stato ispirato dalle linee sopraelevate e in superficie. Al suo ritorno, fece abbandonare i tunnel profondi progettati per Fili e costruì una linea in superficie che avrebbe potuto far riaprire le vecchie stazioni. Nel 1958 fu inaugurata la linea Arbatsko-Filëvskaja, la sesta ad essere aperta (siccome non era una linea diametrale, il termine Arbatsko- fu abbandonato poco dopo). La linea continuò ad estendersi ad ovest raggiungendo Fili nel 1959, e fu anche costruito un deposito separato. Nel 1989 fu estesa ulteriormente verso Krylatskoe.
Tutte le stazioni, eccetto Molodëžnaja, furono costruite in superficie, e le tre stazioni originarie degli anni cinquanta furono costruite con una configurazione con banchina ai lati, mentre le altre quattro con un'isola centrale. Nonostante il successo nel risparmio sui costi, il clima russo (particolarmente in inverno) e le piccole dimensioni delle stazioni, hanno fatto di questa linea una delle meno popolari tra i passeggeri.
Nel XXI secolo, comunque, il destino della linea Filëvskaja è cambiato radicalmente. Dato che il centro affaristico di Mosca necessitava di una linea di metropolitana, è stato aperto un nuovo tratto di tre stazioni da Kievskaja nel 2005 fino a Delovoj Centr e di nuovo nel 2006 fino a Meždunarodnaja.
All'inizio del 2008, con la realizzazione dell'estensione Strogino-Mitino, il capolinea sotterraneo della linea Filëvskaja fu raggiunto dalla Linea Arbatsko-Pokrovskaja, pertanto la linea ora termina al capolinea di Kuncevskaja.

### Cronologia
| Tratto                                    | Apertura          | Lunghezza    |
| ----------------------------------------- | ----------------- | ------------ |
| Aleksandrovskij Sad — Smolenskaja         | 15 maggio 1935    | 1,7 km       |
| Smolenskaja — Kievskaja                   | 20 marzo 1937     | 1,4 km       |
| Aleksandrovskij Sad — Ploščad' Revoljucii | 13 marzo 1938     | 0,9 km       |
| Kievskaja — Kutuzovskaja                  | 7 novembre 1958   | 2,3 - 0,9 km |
| Kutuzovskaja — Fili                       | 7 novembre 1959   | 1,7 km       |
| Fili — Pionerskaja                        | 13 ottobre 1961   | 3,5 km       |
| Pionerskaja — Molodëžnaja                 | 5 luglio 1965     | 3,8 km.      |
| Kuncevskaja                               | 31 agosto 1965    | N/A          |
| Molodëžnaja — Krylatskoe                  | 31 dicembre 1989  | 1,9 km.      |
| Kievskaja — Vystavočnaja                  | 10 settembre 2005 | 2,2 km.      |
| Vystavočnaja — Meždunarodnaja             | 30 agosto 2006    | 0,5 km       |
| Kuncevskaja — Krylatskoe                  | 2 gennaio 2008    | — 4,3 km.    |
| Totale:                                   | 13 stazioni       | 14,7 km      |

## Cambiamenti di nome
| Stazione            | Nomi precedenti  | Anni      |
| ------------------- | ---------------- | --------- |
| Aleksandrovskij Sad | Komintern        | 1935-1937 |
| Aleksandrovskij Sad | Ulica Kominterna | 1937-1945 |
| Aleksandrovskij Sad | Kalininskaja     | 1945-1990 |
| Vystavočnaja        | Delovoj Centr    | 2005-2008 |

## Interscambi
| Linea                      | Stazione                                    |
| -------------------------- | ------------------------------------------- |
| Linea Sokol'ničeskaja      | Aleksandrovskij Sad                         |
| Linea Arbatsko-Pokrovskaja | Kievskaja, Aleksandrovskij Sad, Kuncevskaja |
| Linea Kol'cevaja           | Kievskaja                                   |
| Linea Kalininskaja         | Delovoj Centr                               |
| Linea Bol'šaja kol'cevaja  | Vystavočnaja, Kuncevskaja                   |
| Anello centrale di Mosca   | Meždunarodnaja, Kutuzovskaja                |

## Materiale rotabile

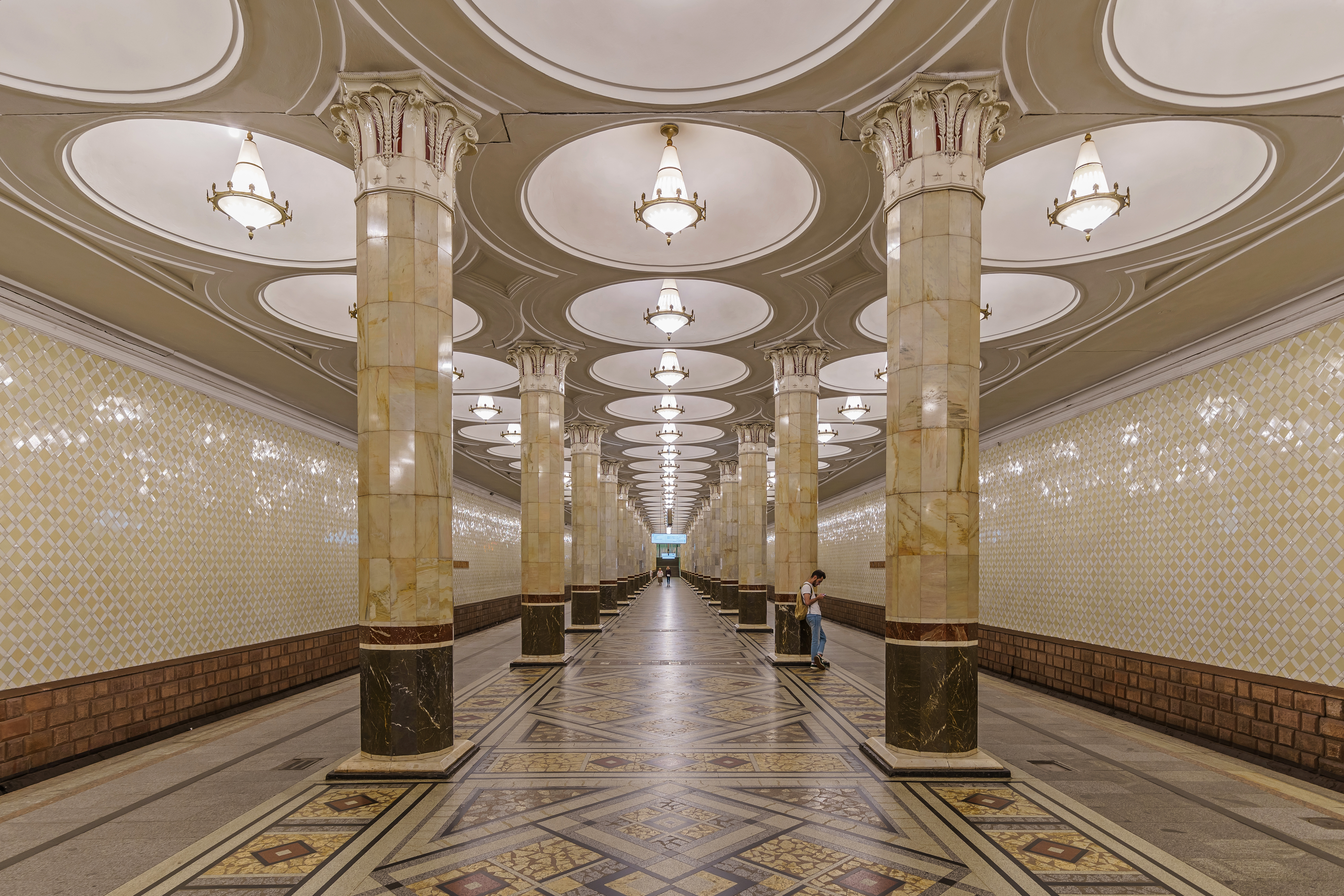
Stazione Kiyevskaya

La linea è servita dal deposito Fili (№ 9) e attualmente gamma dei treni è in fase di sostituzione. I treni più vecchi di Mosca, di tipo E, sono in lenta fase di ritiro. I restanti 24 treni a sei carrozze (un misto di Ezh, Ezh1, Em-508 e Em-509) saranno trasferiti ad altri depositi e sostituito dai nuovi 81-740.1/741.1 "Rusich" (anche conosciuti come "Skif"), che sono più adatti al clima di superficie della linea. La sostituzione è stata completata nel 2007, la limitazione della linea.

## Sviluppi recenti e progetti futuri
Dopo che la linea ha perso il capolinea, il flusso di passeggeri è diminuito; i lavori attuali sono in fase di progetto e mirano al rinnovamento delle stazioni in superficie, e a terminare la sostituzione dei treni. Il servizio, che in origine prevedeva treni ogni 15 minuti, ha ora una cadenza dimezzata.